# Bolivias herrlandslag i fotboll
Bolivias herrlandslag i fotboll spelade sin första officiella landskamp den 12 oktober 1926, då man föll med 1-7 mot Chile i Santiago de Chile i samband med det sydamerikanska mästerskapet.

## Meriter
- VM i fotboll: 1930, 1950, 1994
- Copa América: Mästare 1963, tvåa 1997

## Fifasbeslut om matchförbud på hög höjd och hur det påverkarBolivia
Bolivia spelar vanligen sina hemmamatcher på Estadio Hernando Siles i La Paz.
Denna stadion ligger på 3.637 meters höjd över havet. Det finns mindre arenor i andra städer på lägre höjd. Den 28 maj 2007 togs ett beslut av Fifa, att landskamper inte skulle får spelas på hög höjd, över 2.500 m ö.h., senare höjt till 3.000 m. Efter många protester beslutade FIFA ett undantag, att landskamper ändå får spelas på Estadio Hernando Siles.

## VM
Bolivia har deltagit i VM tre gånger. Första gången var i det första VM:et, 1930. Bolivia förlorade de bägge matcherna mot Jugoslavien och Brasilien med samma resultat, 0-4, och slutade därmed sist i gruppen.
1950 spelade man sin enda match mot Uruguay och förlorade klart med 0-8.
Efter de första VM:en dröjde det till 1994 tills man kvalade in till sitt nästa VM. Trots förlust i första matchen med 0-1 mot Tyskland visade det sig att man verkligen förbättrat sig sen längre bak i tiden. I nästa match tog man poäng av Sydkorea när det blev 0-0, och i denna situation kunde man ta sig vidare om man slog Spanien i nästa match och om Tyskland samtidigt slog Sydkorea. Tyskland slog visserligen Sydkorea men Bolivia klarade inte av sitt uppdrag utan föll med 1-3, i samband med förlusten gjorde man sitt första VM-mål men slogs även ut. Bolivias enda mål gjorde Erwin Sánchez.